# Rapanea runssorica
Rapanea runssorica là một loài thực vật có hoa trong họ Anh thảo. Loài này được (Gilg) Mez miêu tả khoa học đầu tiên năm 1902.